# Consórcio N2K
O Consórcio N2K é um esforço multinacional colaborativo organizado por astrônomos estadunidenses, chilenos e japoneses para encontrar planetas extrassolares orbitando em torno de estrelas que ainda não estão sendo pesquisadas. O nome N2K é uma abreviação para o conjunto de cerca de 2.000 das estrelas da sequência principal mais próximas e mais luminosas que foram selecionadas para serem observadas. As estrelas alvos têm um índice de cor B-V com valor entre 0,4 e 1,2, com magnitude aparente mais brilhante do que 10,5, e com distância menor do que 110 pc do Sol. Elas foram selecionadas com base em sua alta metalicidade, que é a abundância de outros elementos além de hidrogênio e hélio.
O programa N2K foi originalmente criado para detectar Júpiters quentes com alta chance de trânsito, com uma estratégia de observação para detecção rápida de planetas. Cada estrela era observada em três ou quatro noites quase consecutivas para a detecção de variações grandes e rápidas na velocidade radial (de mais de 10 m/s), indicativas de um corpo massivo em uma órbita curta. As estrelas apresentando grande variação eram observadas novamente em datas posteriores, enquanto as com velocidade radial constante eram retiradas do programa. Mais tarde o programa expandiu para detectar planetas com todos os períodos orbitais.
Durante uma execução de dois anos a partir de 2004, foi estimado que o Consórcio N2K detectaria cerca de 60 novos Júpiteres quentes. Em 2015, o número total de planetas descobertos pelo programa era 33. Eles orbitam as seguintes estrelas:
- HD 86081
- HD 149026
- HD 88133
- HD 149143
- HD 125612
- HD 109749
- HIP 14810
- HD 179079
- HD 33283
- HD 17156
- HD 224693
- HD 163607
- HD 231701
- HD 154672
- HD 11506
- HD 205739
- HD 164509
- HD 75784
- HD 75898
- HD 16760
- HD 96167
- HD 5319
- HD 16175
- HD 38801
- HD 10442
- HD 73534